# Lista planetelor minore: 106001–107000
| Nume                                                | Denumire provizorie                                 | Data descoperirii                                   | Locul descoperirii                                  | Descoperitor(i)                                     |                                                     |                                                     |                                                     |                                                     |                                                     |                                                     |                                                     |                                                     |                                                     |                                                     |                                                     |                                                     |                                                     |                                                     |                                                     |                                                     |                                                     |                                                     |                                                     |                                                     |                                                     |                                                     |                                                     |                                                     |                                                     |                                                     |                                                     |                                                     |                                                     |                                                     |                                                     |                                                     |                                                     |                                                     |                                                     |                                                     |                                                     |                                                     |                                                     |                                                     |                                                     |                                                     |                                                     |                                                     |                                                     |
| 106001–106100 Lista planetelor minore/106001–106100 | 106001–106100 Lista planetelor minore/106001–106100 | 106001–106100 Lista planetelor minore/106001–106100 | 106001–106100 Lista planetelor minore/106001–106100 | 106001–106100 Lista planetelor minore/106001–106100 | 106101–106200 Lista planetelor minore/106101–106200 | 106101–106200 Lista planetelor minore/106101–106200 | 106101–106200 Lista planetelor minore/106101–106200 | 106101–106200 Lista planetelor minore/106101–106200 | 106101–106200 Lista planetelor minore/106101–106200 | 106201–106300 Lista planetelor minore/106201–106300 | 106201–106300 Lista planetelor minore/106201–106300 | 106201–106300 Lista planetelor minore/106201–106300 | 106201–106300 Lista planetelor minore/106201–106300 | 106201–106300 Lista planetelor minore/106201–106300 | 106301–106400 Lista planetelor minore/106301–106400 | 106301–106400 Lista planetelor minore/106301–106400 | 106301–106400 Lista planetelor minore/106301–106400 | 106301–106400 Lista planetelor minore/106301–106400 | 106301–106400 Lista planetelor minore/106301–106400 | 106401–106500 Lista planetelor minore/106401–106500 | 106401–106500 Lista planetelor minore/106401–106500 | 106401–106500 Lista planetelor minore/106401–106500 | 106401–106500 Lista planetelor minore/106401–106500 | 106401–106500 Lista planetelor minore/106401–106500 | 106501–106600 Lista planetelor minore/106501–106600 | 106501–106600 Lista planetelor minore/106501–106600 | 106501–106600 Lista planetelor minore/106501–106600 | 106501–106600 Lista planetelor minore/106501–106600 | 106501–106600 Lista planetelor minore/106501–106600 | 106601–106700 Lista planetelor minore/106601–106700 | 106601–106700 Lista planetelor minore/106601–106700 | 106601–106700 Lista planetelor minore/106601–106700 | 106601–106700 Lista planetelor minore/106601–106700 | 106601–106700 Lista planetelor minore/106601–106700 | 106701–106800 Lista planetelor minore/106701–106800 | 106701–106800 Lista planetelor minore/106701–106800 | 106701–106800 Lista planetelor minore/106701–106800 | 106701–106800 Lista planetelor minore/106701–106800 | 106701–106800 Lista planetelor minore/106701–106800 | 106801–106900 Lista planetelor minore/106801–106900 | 106801–106900 Lista planetelor minore/106801–106900 | 106801–106900 Lista planetelor minore/106801–106900 | 106801–106900 Lista planetelor minore/106801–106900 | 106801–106900 Lista planetelor minore/106801–106900 | 106901–107000 Lista planetelor minore/106901–107000 | 106901–107000 Lista planetelor minore/106901–107000 | 106901–107000 Lista planetelor minore/106901–107000 | 106901–107000 Lista planetelor minore/106901–107000 | 106901–107000 Lista planetelor minore/106901–107000 |
| --------------------------------------------------- | --------------------------------------------------- | --------------------------------------------------- | --------------------------------------------------- | --------------------------------------------------- | --------------------------------------------------- | --------------------------------------------------- | --------------------------------------------------- | --------------------------------------------------- | --------------------------------------------------- | --------------------------------------------------- | --------------------------------------------------- | --------------------------------------------------- | --------------------------------------------------- | --------------------------------------------------- | --------------------------------------------------- | --------------------------------------------------- | --------------------------------------------------- | --------------------------------------------------- | --------------------------------------------------- | --------------------------------------------------- | --------------------------------------------------- | --------------------------------------------------- | --------------------------------------------------- | --------------------------------------------------- | --------------------------------------------------- | --------------------------------------------------- | --------------------------------------------------- | --------------------------------------------------- | --------------------------------------------------- | --------------------------------------------------- | --------------------------------------------------- | --------------------------------------------------- | --------------------------------------------------- | --------------------------------------------------- | --------------------------------------------------- | --------------------------------------------------- | --------------------------------------------------- | --------------------------------------------------- | --------------------------------------------------- | --------------------------------------------------- | --------------------------------------------------- | --------------------------------------------------- | --------------------------------------------------- | --------------------------------------------------- | --------------------------------------------------- | --------------------------------------------------- | --------------------------------------------------- | --------------------------------------------------- | --------------------------------------------------- |

| Predecesor: 105001–106000 | Lista planetelor minore 106001–107000 Semnificații ale numelor: 106001–107000 | Succesor: 107001–108000 |